# Даликув (гмина)
Даликув (пол. Dalików) — сельская гмина (волость) в Польше, входит как административная единица в Поддембицкий повет, Лодзинское воеводство. Население — 3708 человек (на 2004 год).

## Соседние гмины
1. Гмина Александрув-Лудзки
2. Гмина Лютомерск
3. Гмина Паженчев
4. Гмина Поддембице
5. Гмина Вартковице